# Black Butte Ranch

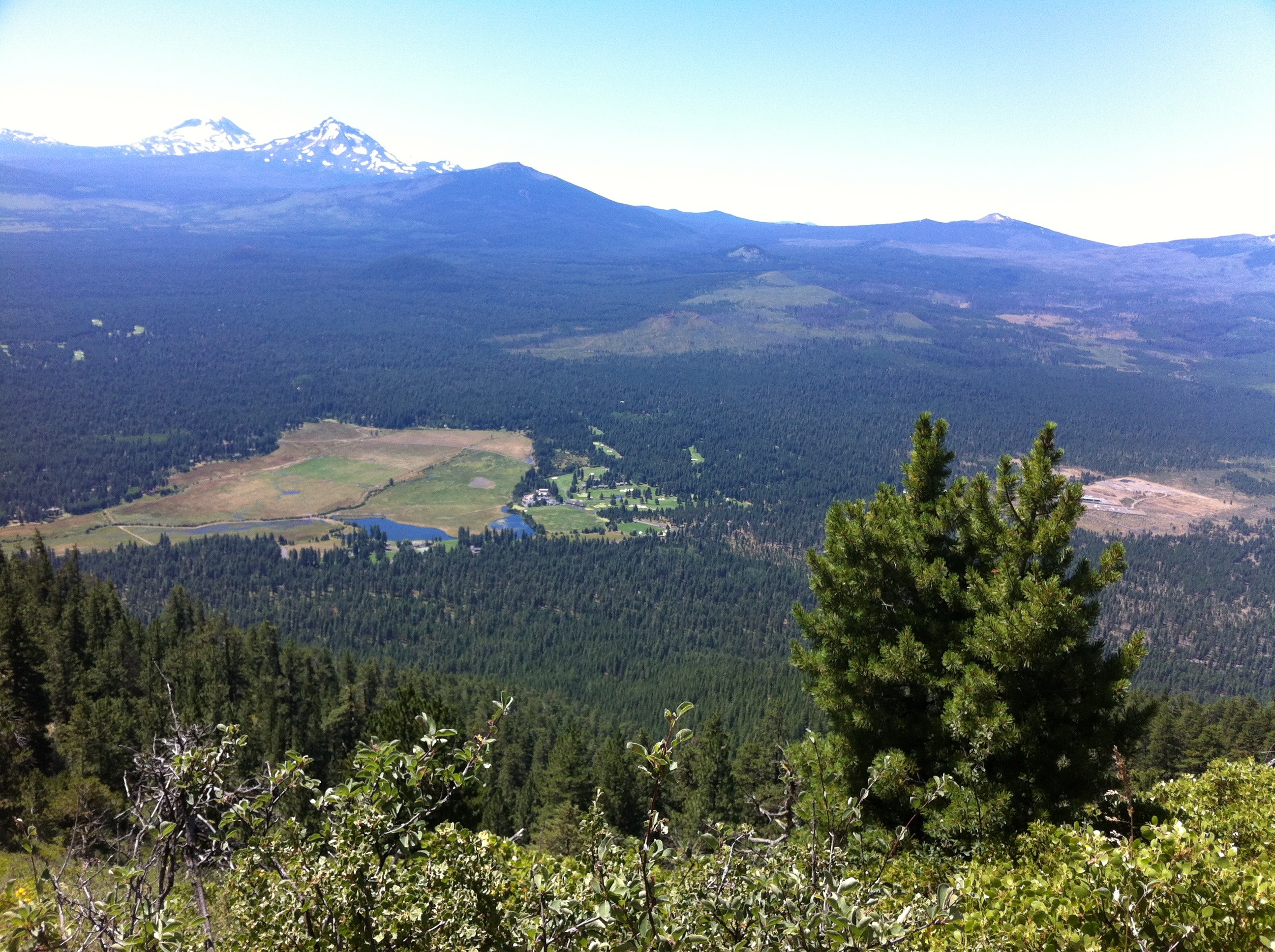
A település a tanúhegy felől

Black Butte Ranch az Amerikai Egyesült Államok északnyugati részén, Oregon állam Deschutes megyéjében, a 20-as úttól délnyugatra, a Deschutes Nemzeti Erdő által körülölelt területen, a Fekete-tanúhegytől dél–délnyugatra, a Cascade-hegységben, Sisterstől 13 km-re északnyugatra elhelyezkedő statisztikai- és önkormányzat nélküli település. A 2010. évi népszámláláskor 366 lakosa volt. Területe 21,29 km², melyből 0,06 km² vízi.
A helyiség létesítményei mindenki számára nyitva állnak, de a forgalom nagy részét a rendszeres vendégek adják.
A helyen egy erdőtűz okozott károkat (a 2002-es, amely két lakóépületet semmisített meg az északnyugati határon), illetve további kettő volt veszélyesen közel: egy 2003-ban, egy másik pedig 2007-ben, amikor a lángok a településtől 400 méterre égtek.

## Történet
A települést a Brooks-Scanlon Lumber Company hozta létre 1970-ben a Fekete-tanúhegytől délre, a korábbi farm helyén. Az első lakók 1971-ben költöztek be; a postahivatal is ekkor alapult meg.
A fenntartó vezérigazgatója Scott Huntsman, az igazgatótanács elnöke pedig Mark Pilkenton.

## Éghajlat
| Hónap                         | Jan.  | Feb.  | Már.  | Ápr.  | Máj.  | Jún. | Júl. | Aug. | Szep. | Okt.  | Nov.  | Dec.  | Év    |
| ----------------------------- | ----- | ----- | ----- | ----- | ----- | ---- | ---- | ---- | ----- | ----- | ----- | ----- | ----- |
| Rekord max. hőmérséklet (°C)  | 18,3  | 22,2  | 25,6  | 30,6  | 36,7  | 39,4 | 42,8 | 41,1 | 39,4  | 33,3  | 22,8  | 17,8  | 42,8  |
| Átlagos max. hőmérséklet (°C) | 5,0   | 6,7   | 11,1  | 14,4  | 18,9  | 23,9 | 29,4 | 29,4 | 24,4  | 17,2  | 8,3   | 3,9   | 16,1  |
| Átlaghőmérséklet (°C)         | 0,0   | 0,9   | 4,2   | 6,7   | 10,3  | 14,2 | 17,8 | 17,8 | 13,3  | 8,1   | 2,8   | −1,1  | 8,0   |
| Átlagos min. hőmérséklet (°C) | −5,0  | −5,0  | −2,8  | −1,1  | 1,7   | 4,4  | 6,1  | 6,1  | 2,2   | −1,1  | −2,8  | −6,1  | −0,3  |
| Rekord min. hőmérséklet (°C)  | −33,3 | −30,0 | −18,3 | −12,8 | −11,7 | −7,2 | −4,4 | −3,9 | −9,4  | −20,0 | −26,7 | −33,3 | −33,3 |
| Átl. csapadékmennyiség (mm)   | 48    | 34    | 25    | 24    | 31    | 22   | 13   | 11   | 12    | 27    | 47    | 50    | 344   |
| Forrás: The Weather Channel   |       |       |       |       |       |      |      |      |       |       |       |       |       |

## Népesség
A 2010-es népszámláláskor  366 lakója, 188 háztartása és 125 családja volt. A népsűrűség 17,2 fő/km2. A lakóegységek száma 1275, sűrűségük 60,1 db/km2. A lakosok 97,8%-a fehér, 0,3%-a afroamerikai, 0,3%-a indián, 0,8%-a ázsiai,   0,8%-a pedig kettő vagy több etnikumú. A spanyol vagy latino származásúak aránya 1,6% (1,4% mexikói,   0,3% egyéb spanyol vagy latino származású.)
A háztartások 5,9%-ában élt 18 évnél fiatalabb. 64,4% házas, 1,1% egyedülálló nő, 1,1% egyedülálló férfi, 33,5% pedig nem család. 30,9% egyedül élt; 22,4%-uk 65 éves vagy idősebb. Egy háztartásban átlagosan 1,91 személy élt; a családok átlagmérete 2,26 fő.
A medián életkor 65,9 év volt. Lakóinak 7,9%-a 18 évesnél fiatalabb, 3,6% 18 és 24 év közötti, 5,7%-uk 25 és 44 év közötti, 29,2%-uk 45 és 64 év közötti, 53%-uk pedig 65 éves vagy idősebb. A lakosok 49,7%-a férfi, 50,3%-a pedig nő.

## Fordítás
Ez a szócikk részben vagy egészben  a   Black Butte Ranch, Oregon című angol Wikipédia-szócikk ezen változatának fordításán alapul.  Az eredeti cikk szerkesztőit annak laptörténete sorolja fel. Ez a jelzés csupán a megfogalmazás eredetét és a szerzői jogokat jelzi, nem szolgál a cikkben szereplő információk forrásmegjelöléseként.